# Rosemary Coogan
Rosemary Theresa Coogan (* 1991) ist eine Astrophysikerin aus Nordirland. Ihre Forschung befasst sich mit der Entwicklung von Galaxien und weltraumgestützten Teleskopen. Sie wurde im Europäischen Astronautenkorps als Astronautin ausgebildet.

## Kindheit und Studium
Coogan absolvierte bereits in jungen Jahren eine militärische Ausbildung.  Sie wurde bei den Seekadetten zur Unteroffizierin (Petty Officer) ausgebildet. Im Jahr 2009 trat sie der HMS Calliope und der HMS Example bei, wo sie zur Offiziersanwärterin ernannt wurde. Sie wurde zum Midshipman der Royal Naval Reserve befördert.
Coogan studierte Physik und Mathematik an der University of Durham. Sie blieb für ihre Masterarbeit in Durham, wo sie bei Paula Chadwick Gammaastronomie studierte.  Ihre Forschung umfasste Beobachtungen mit dem Fermi Gamma-ray Space Telescope zur Untersuchung der Gammastrahlenemission von Quasaren.
Coogan arbeitete auch während eines Praktikums bei Senseye im Bereich Data Science.  Sie arbeitete als Ingenieurin für Simulationsunterstützung an der Entwicklung von Modellen für maschinelles Lernen zur Erkennung von Anomalien bei Robotern.
Coogan wechselte als Doktorandin an die University of Sussex und untersuchte die Entwicklung von Galaxien und die Aktivität aktiver Galaxienkerne. Sie fand heraus, dass die dichte Umgebung von Galaxienhaufen die Effizienz der Sternentstehung erhöht, was sie auf die hohe Anzahl von Verschmelzungen, Wechselwirkungen und aktiven Galaxienkernen zurückführte. Gegen Ende ihrer Doktorarbeit versuchte sie, Informationen für künftige Beobachtungen zu sammeln, indem sie Scheinbilder von Durchmusterungsfeldern für das Square Kilometre Array erstellte.

## Karriere
Coogan wechselte an das Max-Planck-Institut für extraterrestrische Physik, wo sie die Entwicklung von Galaxien mit weltraumgestützten Teleskopen untersuchte. Im Jahr 2022 wurde Coogan an das Centre national d’études spatiales (CNES) berufen, wo sie an Euclid und dem James-Webb-Weltraumteleskop arbeitet.
Im Jahr 2022 wurde Coogan vom Europäischen Astronautenkorps ausgewählt, um der Astronautengruppe der Europäischen Weltraumorganisation beizutreten.  Ihre Ausbildung zur vollwertigen Astronautin schloss sie im April 2024 ab.